# Louis Nicolas Davout
Louis Nicolas Davout, właśc. Louis-Nicolas d'Avout, także Davoust (ur. 10 maja 1770 w Annoux, Burgundia, zm. 1 czerwca 1823 w Paryżu) – francuski wojskowy i arystokrata, diuk Auerstedt, książę Eckmühl, marszałek Francji, uważany za jednego z dwóch, obok Massény, najwybitniejszych dowódców Napoleona. Niektórzy historycy przyznają temu drugiemu palmę pierwszeństwa ze względu na zwycięstwo pod Zurichem (1799), jednakże Davout nie przegrał ani jednej bitwy, gdy z kolei Masséna doznał klęski pod Busacco (1810).
Wywodził się z drobnej szlachty francuskiej osiadłej w departamencie Yonne. Swą karierę wojskową rozpoczął już w armii królewskiej. Był podporucznikiem. Jego kariera rozwijała się w wojsku rewolucyjnym Carnota. W celu zamanifestowania poparcia dla rewolucji i dla bezpieczeństwa zmienił pisownię swojego nazwiska d'Avout na mniej arystokratyczną Davout. Będąc szefem brygady awansował od razu do stopnia generała brygady, w wieku zaledwie 24 lat. Brał udział w kampaniach Napoleona we Włoszech i Egipcie. W 1800 został naczelnym dowódcą jazdy włoskiej.
Na stopień marszałka został nominowany 19 maja 1804. W 1805 objął komendę nad trzecim korpusem Wielkiej Armii.
W 1806 – już samodzielnie – pokonał ponad dwukrotnie liczniejszą armię pruską pod Auerstedt. W 1809 roku dowodził korpusem, który rozpoczął zwycięską bitwę pod Eckmühl oraz wsławił się także w bitwie pod Wagram. Organizował Wielką Armię przed kampanią rosyjską. W trakcie odwrotu spod Moskwy Davout stracił symbol godności marszałka – ozdobioną złotymi orłami buławę.
Napoleon doceniał jednego ze swych najlepszych dowódców. 2 lipca 1808 nadał marszałkowi tytuł diuka (duc) d'Auerstedt, a 28 listopada 1809 księcia d’Eckmühl. Niezależnie od tytułów otrzymywał pensję oraz donacje w wysokości 700 tysięcy franków rocznie. Donacje były przyznawane z krajów podbitych oraz sprzymierzonych; m.in. Księstwo Warszawskie wypłacało marszałkowi donację w wysokości 200 tysięcy franków rocznie.
W latach 1813–1814 bronił położonego na peryferiach działań wojennych Hamburga, wydał go dopiero na rozkaz Ludwika XVIII.
W czasie 100 dni Napoleona sprawował funkcję ministra wojny. Po jego ostatecznej klęsce został zdegradowany. W 1817 przywrócono mu stopień marszałka i inne tytuły. W 1819 został członkiem Izby Parów.

## Odznaczenia
- Krzyż Wielki Legii Honorowej (1805, Francja)
- Wielki Oficer Legii Honorowej (1804, Francja)
- Kawaler Legii Honorowej (1803, Francja)
- Kawaler Orderu Świętego Ludwika (1819, Francja)
- Krzyż Wielki Orderu Świętego Stefana (1810, Cesarstwo Austrii)
- Krzyż Wielki Wojskowego Orderu Marii Teresy (Cesarstwo Austrii)
- Order Słonia (Dania)
- Krzyż Wielki Orderu Wojennego Virtuti Militari (1809, Polska)
- Krzyż Wielki Orderu Chrystusa (1806, Portugalia)
- Krzyż Wielki Orderu Wojskowego św. Henryka (1808, Saksonia)
- Kawaler Orderu Żelaznej Korony (Włochy)